# Teatro San Rafael
El Teatro San Rafael está localizado en la calle de Virginia Fábregas # 40 entre Alfonso Herrera y Cda. Joaquín García Icazbalceta, a una cuadra de la Rivera de San Cosme, en la Colonia San Rafael, Delegación Cuauhtémoc, en el Distrito Federal.
El último recinto teatral que construyera la iniciativa privada había sido el Teatro de los Insurgentes. Así que el actor y productor Manolo Fábregas siempre tuvo la ilusión de construir un teatro desde los cimientos y que funcionara con todos los adelantos técnicos, para mejorar sus producciones y proporcionar grandes comodidades al público y a los actores.  Contando con un crédito bancario y un estupendo arquitecto como su amigo Carlos Herrera, el 17 de septiembre de 1975 se puso la primera piedra del Teatro San Rafael, y el 15 de mayo de 1977 se inauguró con la reposición de la comedia musical “Mi bella dama” de Allan Jay Lerner y Frederick Loewe.